# HK Czeboksary
HK Czeboksary (ros. ХК Чебоксары) – rosyjski klub hokeja na lodzie z siedzibą w Czeboksarach.

## Historia
Klub został założony latem 2016. W tym samym roku drużyna podjęła występy w trzeciej rosyjskiej klasie rozgrywkowej, określonej jako Mistrzostwa Wyższej Hokejowej Ligi (WHL-B), zastępując zespół Sokoł Nowoczeboksarsk.
Z powodu problemów finansowych po sezonie 2021/2022 klub został wycofany z WHL-B i rozwiązany.

## Sukcesy
- Srebrny medal WHL-B: 2018, 2020 (uznaniowo)[7]
- Brązowy medal WHL-B: 2019